# Nemeși, Alba
Nemeși este un sat în comuna Vidra din județul Alba, Transilvania, România. La recensământul din 2002 avea o populație de 74 locuitori. Punct de acces spre rezervațiile naturale Dealul cu Melci  și Cascada Pișoaia. Prelucrarea tradițională a lemnului.